# ملورا والترز
ملورا والترز (انگلیسی: Melora Walters؛ زادهٔ ۲۱ اکتبر ۱۹۵۹ ‏(۶۵ سال)) یک هنرپیشه اهل ایالات متحده آمریکا است. وی از سال ۱۹۷۵ میلادی تاکنون مشغول فعالیت بوده‌است.
از فیلم‌ها یا برنامه‌های تلویزیونی که وی در آن نقش داشته است می‌توان به انجمن شاعران مرده، اثر پروانه‌ای، شب‌های بوگی، کوهستان سرد، مگنولیا، پسر ملوان، مقدسین بیابان، بزرگ خالی، هشت سخت و قتل‌های رودخانه اشاره کرد.